# Niebla (kulle)
Niebla är en kulle i Antarktis. Den ligger i Västantarktis. Argentina, Chile och Storbritannien gör anspråk på området.
Terrängen runt Niebla är varierad. Havet är nära Niebla åt sydväst. Trakten är glest befolkad. Närmaste befolkade plats är Detaille Island (Base W) /Brit./, 10,2 km sydväst om Niebla.